# Speyer-fragment
Het Speyer-fragment of Fragmentum Spirense of ook nog Haffner folium is een van de manuscriptfragmenten waarin delen van de Gotische Bijbelvertaling van Wulfila zijn overgeleverd. Dit fragment is eigenlijk het laatste blad van de Codex Argenteus die bewaard wordt in de universiteitsbibliotheek van Uppsala.

## Geschiedenis
Het folium dat in Speyer werd gevonden meet 217 x 265 mm en is dus iets groter dan de folia van de Codex Argenteus. Dit wijst erop dat het blad waarschijnlijk al voor de laatste middeleeuwse inbinding uit de codex moet verdwenen zijn.
Hierover zijn twee hypotheses gangbaar.
De eerste, die van de vroege scheiding, gaat ervan uit dat de Codex Argenteus samen met de andere schatten van de Gotische kroon, naar het zuiden van Italië werden meegevoerd en daar in Formia terechtkwamen. Daar zou het blad bij de relieken van Erasmus zijn gevoegd die na lange omzwervingen in Werden terechtkwamen en van daar naar Speyer werden gestuurd. Het handschrift zelf zou dan met Liudger naar de Abdij van Werden| zijn gekomen. Deze theorie wordt onder meer naar voren gebracht door Piergiuseppe Scardigli in Italië, and Jan-Olof Tjäder in Zweden.
De tweede hypothese, die van de late scheiding van Margarete Andersson-Schmitt, stelt dat het Speyer fragment nog bij het handschrift hoorde als het al in Werden was. Van Werden werd er dan één folium naar Mainz gestuurd, misschien voor een expertise, misschien als monster ter voorbereiding van een verkoop van het boek. Het blad zou dan bij de relieken van Erasmus terechtgekomen zijn toen men de bezittingen van aartsbisschop Albrecht verzamelde na zijn dood in 1545.

## Ontdekking
Bij restauratiewerken in 1970, aan de Sint Afra-kapel aan de noordelijke zijkant van de dom van Speyer, kwamen talrijke relieken aan het licht die in 1859 in een kist in de buurt van het altaar waren ingemetseld om ze te vrijwaren van diefstal of vernieling. In die kist, die oorspronkelijk uit Aschaffenburg zou zijn gekomen, vond Franz Haffner een zak met stukken gebeente van bisschop Erasmus en daarbij een soort boekrol, een houten staaf waaromheen een handschrift was gewikkeld. Het handschrift werd in München onderzocht en geïdentificeerd als het schutblad van de Codex Argenteus. Nader onderzoek wees uit dat het document het einde van het Marcus evangelie (Marcus:16:12-18) bevatte. Het blad wordt naar zijn ontdekker, Franz Haffner dikwijls het Haffner folium genoemd. Haffner beschreef zijn vondst in 1971.